# 北村宗龍
北村 宗龍（きたむら そうりゅう、天文21年（1552年） - 寛永20年（1643年））は、江戸時代初期の医師・連歌師。近江国出身、北村季吟の祖父。

## 生涯
天文21年（1552年）近江国野洲郡北村（現滋賀県野洲市）に、北村正頼と妻谷権右衛門の娘との間の三男として誕生し、通称宗三郎・助庵とも号した。医を曲直瀬道三に学び、連歌を里村紹巴に教えを受けた。曲直瀬道三の推挙により毛利元就の八男元康の侍医となり、一時毛利家より300石の禄を賜った。
北村に戻り、医業の傍らで永原天神連歌宗匠として野洲郡一体の連歌指導に勤めた。永原天神は建久元年（1190年）源頼朝が上京に際し連歌奉納を行ったことから、連歌との関連強く、永禄元年（1558年）今川義元も千句会興行を行った。また、江戸時代には天領代官出席の上、正月13日に「十梅千句」を社前に奉納することが慣わしとされていた。
晩年は連歌・茶の湯を楽しみ寛永20年（1643年）死去し、法名は石心宗龍居士。医家と永原天神連歌宗匠は長男北村宗与が継ぎ、次男宗円は京において医を生業とした。北村季吟は宗円の嫡男とされる。なお、宗龍の妻は長束正家の娘で寛永18年（1641年）死去した。宗龍の兄北村正昭の流より儒学者北村可昌が生まれる。

## 家族
祖父：北村雅輔
父：北村（太郎右衛門尉）正頼
母：谷権右衛門の娘
兄：正昭
叔父：北村正康・正信・秀正・正斉
妻：長束正家の娘
長男：北村宗与 - 継子は北村宗雪（娘婿）
次男：北村宗円 - 嗣子は北村季吟